# Дейвид Бореанас
Дейвид Пол Бореанас (на английски: David Paul Boreanaz) е американски актьор, носител на три награди „Сатурн“ и номиниран за награда „Сателит“. Най-известните му роли са в сериалите „Бъфи, убийцата на вампири“, „Ейнджъл“ и „Кости“.

## Биография

### Произход и образование
Дейвид Бореанас е роден на 16 май 1969 г. в Бъфало, Ню Йорк. Когато е на седем години, семейството му се премества във Филаделфия, където баща му Дейв Робъртс работи като синоптик и водещ на детско шоу – „Rocket ship 7“ в телевизия WPVI, а майка му Пати е туристически агент. Той има две по-възрастни сестри Бо и Бет. Дейвид е от италиански произход по бащина линия (фамилното име Бореанас е от словенски произход и първоначално е изписано Berginc). Майка му е от словашки и части ирландски, немски, френски и швейцарски произход.
През 1991 г. завършва колежа „Итака“ в град Итака, щата Ню Йорк със специалност кинематография и фотография.

### Кариера
Една от първите му актьорски изяви е през 1993 г. в сериала „Женени с деца“, където се появява в ролята на гаджето на Кели. От 1997 до 2003 г. играе ролята на Ейнджъл в „Бъфи, убийцата на вампири“. От 2005 г. насам се въплъщава в образа на Сийли Буут в сериала „Кости“.

### Личен живот
През 2001 г. сключва брак с актрисата и модел Джейми Бергман. Дейвид и Джейми имат две деца – син на име Джейдън и дъщеря на име Бела.

## Избрана филмография
Кино
- 2001 – „Свети Валентин“ (Valentine)
- 2002 – „Много мъже за Люси“ (I'm with Lucy)
- 2005 – „Гарванът 4“ (The Crow: Wicked Prayer)

Телевизия
- 1997 – 2003 – „Бъфи, убийцата на вампири“ (Buffy the Vampire Slayer)
- 1999 – 2004 – „Ейнджъл“ (Angel)
- 2005 – 2017 – „Кости“ (Bones)